# Josef Krampl
Josef Krampl (* 12. September 1864 in Aich; † 15. April 1953 in Messensach) war ein österreichischer Gutsbesitzer und Politiker.

## Leben
Krampl war der Sohn des Landwirts und Abgeordneten Lorenz Krampl (* 6. August 1835; † 17. Dezember 1912) und dessen Ehefrau Luzia geborene Böcheim (* 19. August 1843; † 9. September 1917). Er war römisch-katholisch und heiratete am 23. Januar 1893 Maria Gritsch (* 17. April 1866; † 25. November 1948). Aus der Ehe ging ein Sohn hervor.
Krampl lebte als Gutsbesitzer in Messensach bei St. Andrä im Lavanttal. Er wurde 1886 Leutnant der Reserve und 1902 Oberleutnant der Reserve. Im Jahr 1909 wurde er zum Bürgermeister der Gemeinde Lindhof (heute St. Andrä im Lavanttal) gewählt.
Vom 16. April 1903 bis zum 20. September 1915 war er Abgeordneter im Kärntner Landtag. Im Landtag war er Mitglied des Finanzausschusses und gehörte dem Klub CSP an. vom 11. November 1918 bis zu seinem Mandatsverzicht wegen Krankheit am 3. Dezember 1918 war er Abgeordneter der Provisorischen Landesversammlung für die CSP. Nach dem Mandatsverzicht von Franz Kahn war er vom 11. März 1919 bis zum 4. Juli 1921 erneut Abgeordneter der Provisorischen Landesversammlung und dort Mitglied des Wehrausschusses.
1917 wurde er mit dem Goldenen Verdienstkreuz mit der Krone am Bande ausgezeichnet.